# Життя Чака (фільм)
«Життя Чака» (англ. The Life of Chuck) — науково-фантастичний драматичний фільм 2024 року, сценариста та режисера Майка Фланаґана. Адаптація однойменної повісті з збірки «Якщо кров тече» Стівена Кінга.

## Синопсис
Три різні історії з життя Чака (Чарльза) Кранца, починаючи з його смерті і закінчуючи часом, коли він ріс у нібито будинку з привидами.

## У ролях
| Актор                         | Роль                             |
| ----------------------------- | -------------------------------- |
| Том Гіддлстон Джейкоб Трембле | Чак (Чарльз) Крантц Чак у юності |
| Чиветел Еджіофор              | Марті Андерсон                   |
| Анналіза Бассо                | Дженіс Геллідей                  |
| Карен Ґіллан                  | Феліція Гордон                   |
| Міа Сара                      | Сара Крантц                      |
| Марк Гемілл                   | Альбі Крантц                     |
| Меттью Ліллард                | Гас                              |
| Карл Ламблі                   | Сем Ярброу                       |
| Гарві Гіллен                  | Гектор                           |
| Кейт Сіґел                    | Міс Річардс                      |
| К'оріанка Кілчер              | Джіні Крантц                     |
| Девід Дастмалчян              | скорботний батько                |
| Рахул Колі                    | Брі                              |
| Гезер Ленгенкемп              | Вера                             |
| Лорен Лавера                  |                                  |
| Майкл Трукко                  |                                  |
| Моллі Квінн                   | мати Чака                        |
| Геміш Лінклатер               | репортер                         |
| Нік Офферман                  | оповідач                         |

## Виробництво
Проєкт був анонсований у травні 2023 року, на головні ролі обрані Том Гіддлстон і Марк Гемілл. Екранізація новели Стівена Кінга, фільм, як було заявлено, збігається за тональністю з такими драмами, як «Залишся зі мною», «Втеча з Шоушенка» та «Зелена миля». Зйомки розпочалися в Алабамі в жовтні, Чіветел Еджіофор, Карен Гіллан і Джейкоб Тремблі доєдналися до акторського складу. 16 листопада 2023 зйомки завершилися.

## Прем'єра
Прем'єра відбулась на міжнародному кінофестивалі в Торонто 6 вересня 2024 року, де фільм був нагороджений головним призом «Вибір глядачів». 